# Államok vezetőinek listája 516-ban
Ezen az oldalon az i. sz. 516-ban fennálló államok vezetőinek névsora olvasható földrészek, majd országok szerinti bontásban.

## Európa
- Bizánci Birodalom
  - Császár: I. Anasztasziosz (491–518)

- Vizigótok
  - Király: Amalarich (511-531)
  - Régens: Theodoric osztrogót király (511-526)

- Osztrogót Királyság
  - Király: Theodoric (474–526)

- Burgundok
  - Király: Gundobad (Lyonban) (480–516)
  - Király: Sigismund (Genfben) (501–524)

- Frank Birodalom
  - Király: Király: I. Childebert (Párizs; 511–558)
  - Király: I. Theuderich (Metz, 511–533)
  - Király: I. Chlothar (Soissons, 511–558)
  - Király: Chlodomer (Orléans, 511–524)

- Longobárdok
  - Király: Wacho (510–540)

### Britannia
- Kenti Királyság
  - Király: Ohta (512–522/539)

- Sussexi Királyság
  - Király: Cissa (kb 500–kb 550)

- Dál Riata
  - Király: Comgall (507–538)

- Gwynedd
- Király: Cadwallon Lawhir ap Einion (kb 500–kb 520)

## Ázsia
- Ibériai Királyság
  - Király: Dacsi (502–534)

- India
  - Anuradhapura
    - Király: Kumara Dhatuszéna (515–524)

  - Gupta Birodalom
    - Király: II. Naraszimhagupta Baladitja (510–532)

  - Kadamba
    - Király: Ravivarman (500–538)

  - Pallava
    - Király: II. Kumaravisnu (500–520)

- Japán
  - Császár: Keitai (507–531)

- Kína (Északi és déli dinasztiák kora)
  - Liang-dinasztia
    - Császár: Liang Vu-ti (502–549)

  - Északi Vej dinasztia
    - Császár: Vej Hsziaoming-ti (516–528)

- Korea
  - Pekcse
    - Király: Murjong (501–523)

  - Kogurjo
    - Király: Mundzsa (491–519)

  - Silla
    - Király: Pophung (514–540)

  - Kumgvan Kaja
    - Király: Kjomdzsi (492–521)

- Lahmid Királyság
  - Király: III. Mundir (505–554)

- Szászánida Birodalom
  - Nagykirály: I. Kavád (499–531)

## Afrika
- Vandálok
  - Király: Thrasamund (496–523)

- Akszúmi Királyság
  - Akszúmi uralkodók listája

## Amerika
- Palenque
  - Király: I. Ahkal Mo' Nahb (501–524)

- Tikal
  - Király: Kaloomte’ B’alam (508–527)

## Egyházfő
- Pápa: Hormisdas (514–523)
- Konstantinápolyi pátriárka: I. Timotheosz (511–518)

## Fordítás
- Ez a szócikk részben vagy egészben  a   Liste der Staatsoberhäupter 516 című német Wikipédia-szócikk ezen változatának fordításán alapul.  Az eredeti cikk szerkesztőit annak laptörténete sorolja fel. Ez a jelzés csupán a megfogalmazás eredetét és a szerzői jogokat jelzi, nem szolgál a cikkben szereplő információk forrásmegjelöléseként.